# Walther von Lindenfels

Walther Freiherr von Lindenfels

Walther Freiherr von Lindenfels (* 21. Mai 1878 in Ansbach; † 6. Dezember 1938 in Stuttgart) war ein deutscher Politiker (NSDAP) und SA-Führer.

## Leben und Wirken
Walther von Lindenfels wurde als Sohn des königlich-niederländischen Premierleutnants und Adjutanten des Gouverneurgenerals von Niederländisch-Indien Otto von Lindenfels geboren. Nach dem Besuch der Elementarschule und eines humanistischen Gymnasiums trat er ins preußische Kadettenkorps ein. Außerdem wurde er an der Kriegsschule ausgebildet. 1896 wurde er als Portepeefähnrich in das Dragoner-Regiment „Königin Olga“ (1. Württembergisches) Nr. 25 aufgenommen. 1897 wurde er zum Sekondeleutnant befördert. Später folgten die Beförderungen zum Oberleutnant, Rittmeister und Eskadronchef. 
Ab 1914 nahm Lindenfels mit seinem Regiment am Ersten Weltkrieg teil. Ab dem 1. Januar 1916 wurde er als Bataillons-Kommandeur an der Westfront und dann bis Kriegsende in der Ukraine eingesetzt. Nach dem Krieg übernahm Lindenfels ein Kommando als Bataillonsführer bei den Württembergischen Sicherheitstruppen, mit denen er sich nach eigenen Angaben an der Niederschlagung von Aufständen in Bayern (Zerschlagung der Bayerischen Räterepublik) beteiligte. Später im Jahr 1919 wurde er mit der Führung von Eskadronen in den Reiterregimenten 13 und 18 betraut. Im Juni 1920 folgte die Ernennung zum Major. Im Herbst 1921 schied Lindenfels schließlich aufgrund des Londoner Ultimatums als Major im Stab freiwillig aus der Armee aus.
In den frühen 1920er Jahren begann Lindenfels sich in Kreisen der extremen politischen Rechten zu engagieren. Er betätigte sich zunächst in völkischen Verbänden wie dem Schwabenbund, in dem er die Ausbildung der Studenten der Stuttgarter Universität übernahm. Zum 1. Mai 1929 trat Lindenfels in die NSDAP (Mitgliedsnummer 128.710) und 1930 in die SA ein. In der SA erreichte von Lindenfels seinen höchsten Rang mit der Ernennung zum Brigadeführer am 9. November 1935. Vom 28. Juli 1934 bis zum 30. September 1936 führte Lindenfels die SA-Brigade 50 (Starkenburg). Am 15. Januar 1938 erfolgte seine Ernennung zum Leiter der Auslandsabteilung in der Reichsdienststelle der NSKOV.
Von März 1936 bis zu seinem Tod im Dezember 1938 saß Lindenfels zudem als Abgeordneter für den Wahlkreis 3 (Berlin Ost) im nationalsozialistischen Reichstag. Nach seinem Tod wurde sein Mandat von Otto Engelbrecht weitergeführt.